# Hide Sato
Hide Sato (佐藤秀 Sato Hide?) (5 de agosto de 1977) es un luchador profesional japonés, más conocido por sus nombres artísticos Shu Sato y Brahman Shu. Sato es principalmente conocido por su equipo con su hermano gemelo Megumi Sato.

## En lucha
- Movimientos finales
  - Zombie King[1][2] (Cross-legged Samoan driver, a veces desde una posición elevada)
  - Zombie Kick[3] / Zodiac[1][2] (Superkick)
  - Nazi Zombie[2] (Modified fisherman brainbuster)
  - Karma Drop from Hell[2] (Lifting sitout double underhook facebuster)
  - High-speed roundhouse kick a la cabeza del oponente[4]

- Movimientos de firma
  - Abdominal strecht
  - Asian mist
  - Boston crab
  - Cartwheel evasion seguido de hip toss
  - Cross armbar
  - Diving 180° corkscrew moonsault
  - Dos stiff roundhouse kicks alternas a la pierna y al brazo del oponente seguido de jumping high kick a la cabeza
  - Fisherman suplex
  - Front facelock con múltiples knee strikes
  - Monkey flip
  - Overhead gutwrench DDT
  - Samoan driver
  - Senton bomb
  - Standing powerbomb
  - Stunner
  - Varios tipos de kick:
    - Corner backflip drop
    - Diving high
    - Diving somersault drop
    - Enzuigiri
    - Drop, a veces desde una posición elevada
    - Gamengiri
    - Jumping super
    - Múltiples low-impact punt en rápida sucesión a la cara de un oponente agachado
    - Múltiples stiff shoot al torso del oponente
    - Sole
    - Springboard axe

  - Wheelbarrow bodyscissors victory roll seguido de low blow jumping knee drop

## Campeonatos y logros
- Big Japan Pro Wrestling
  - BJW Tag Team Championship (1 vez) - con Brahman Kei
  - 1Day Tag Tournament (2013) - con Brahman Kei

- FREEDOMS
  - WEW Hardcore Tag Team Championship (1 vez) - con Brahman Kei

- Kaientai Dojo
  - WEW Hardcore Tag Team Championship (1 vez) - con Brahman Kei

- Michinoku Pro Wrestling
  - MPW Tohoku Tag Team Championship (4 veces) - con Kei Sato
  - UWA World Trios Championship (1 vez) - con Kei Sato & Maguro Ooma
  - Futaritabi Tag Team Tournament (2006) - con Kei Sato
  - Futaritabi Tag Team Tournament (2011) - con Kei Sato

- Pro Wrestling El Dorado
  - UWA World Tag Team Championship (1 vez) - con Brahman Kei
  - UWA World Trios Championship (1 vez) - con Brahman Kei & Takuya Sugawara

- Toryumon
  - Yamaha Cup Tag Tournament (2003) - con Taiji Ishimori